# 1831 Nicholson
1831 Nicholson eller 1968 HC är en asteroid i huvudbältet som upptäcktes den 17 april 1968 av den Schweiziska astronomen Paul Wild vid Observatorium Zimmerwald. Den har fått sitt namn efter den amerikanske astronomen Seth Barnes Nicholson.
Asteroiden har en diameter på ungefär 8 kilometer och den tillhör asteroidgruppen Flora.